# Heinrich Stumpf
Heinrich Stumpf (ur. 1898, zm. ?) – zbrodniarz hitlerowski, członek załogi niemieckiego obozu koncentracyjnego Mauthausen-Gusen i SS-Oberscharführer (nr identyfikacyjny w SS: 100869).
Członek NSDAP i Waffen-SS (od 15 maja 1940). Od 7 kwietnia 1941 do końca wojny pełnił służbę w Gusen I, podobozie KL Mauthausen. Początkowo do lutego 1943 pełnił służbę wartowniczą, następnie sprawował funkcję Blockführera oraz kierował więźniarskim komandem budowlanym. Stumpf maltretował podległych mu więźniów, wykonując między innymi na nich ciężkie kary, takiej jak kara chłosty.
Heinrich Stumpf został skazany w procesie załogi Mauthausen-Gusen (US vs. Georg Bach i inni) na 10 lat pozbawienia wolności.